# Gaskessel

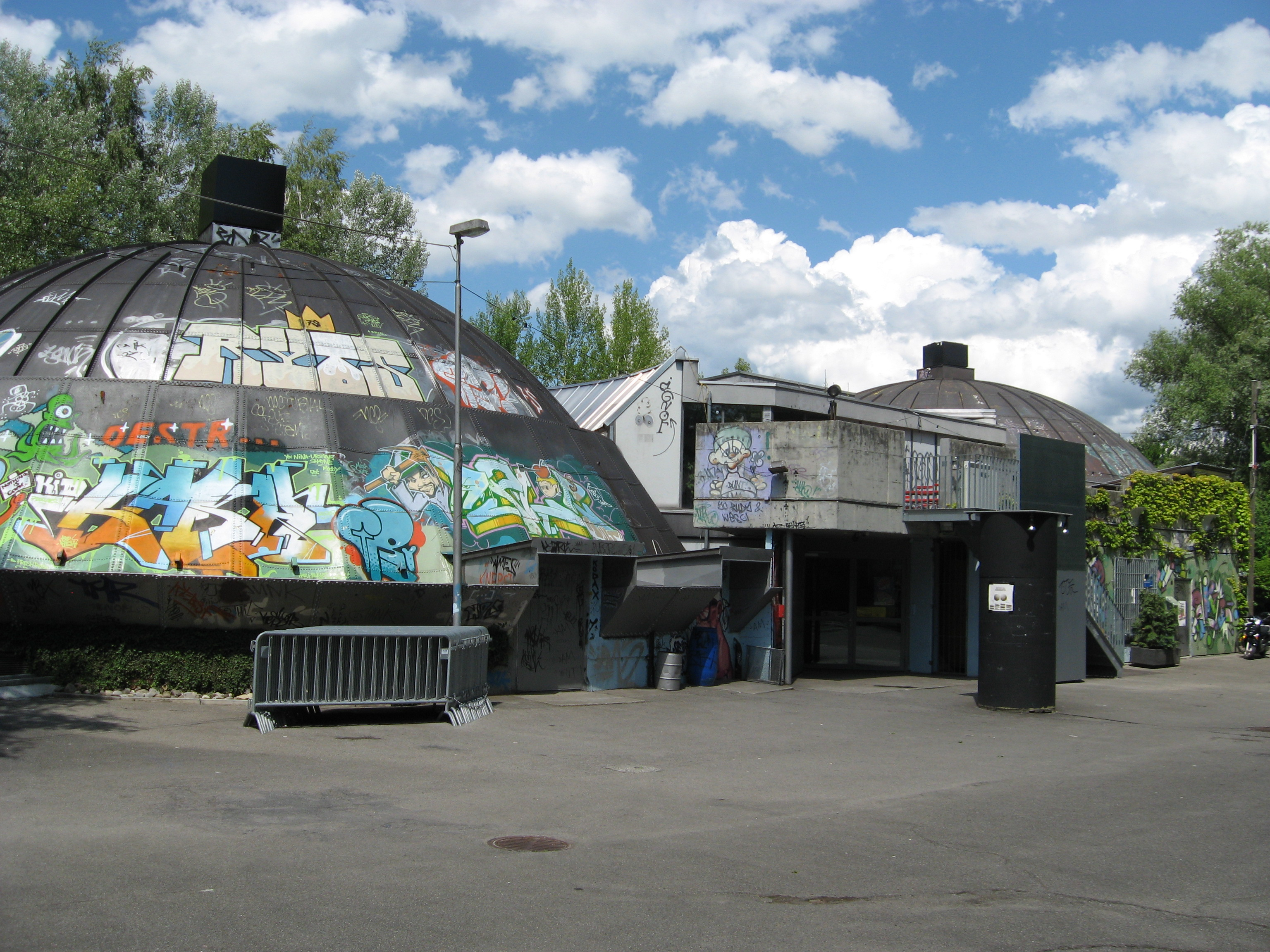
Gaskessel Bern

Le Gaskessel est un centre de jeunesse autonome situé dans la ville de Berne. Existant depuis 1971, il est à ce titre un des plus anciens établissements de ce genre en Europe. Il fonctionne également depuis ses débuts comme un centre culturel accueillant des concerts ou des représentations théâtrales.

## Histoire
En août 1968, le parlement municipal bernois décide d’accéder à la demande de jeunes d’obtenir un lieu de rencontre autonome et propose le site du Gaskessel.  En octobre 1971, le centre est ouvert : le président de la ville Reinhold Tschäppät remet les clefs des lieux à l'association de jeunes qui porte le projet et la ville de Berne en assure une partie du budget de fonctionnement. Ce centre de jeunesse autonome se situe dans les anciens réservoirs à gaz de la ville de Berne, sur les bords de l'Aar et est divisé en deux hémisphères sphériques ayant été réaménagées au fil du temps en fonction des besoins.
En novembre 1983, le centre ferme provisoirement, officiellement en raison de travaux, mais surtout car ses animateurs étaient débordés par la consommation de drogues dures. Sa réouverture s'effectue avec un encadrement plus professionnalisé.
Durant l'été 1985, le campement alternatif Zaffaraya s'installe aussi sur le périmètre de l’ancienne usine à gaz. Son évacuation violente par la police en novembre 1987 déclenche une série de manifestations de soutien.

## Activités
Outre la programmation culturelle, le centre, dès ses débuts, a offert une aide aux jeunes en difficulté à travers des micro-emplois. Cet engagement lui a valu le prix social de la fondation Bürgi-Willert-Stiftung en 2011.